# Balneoterapija
Balneoterapija (iz latinske besede balneum = kopel) je zdravljenje s kopanjem, ki se običajno izvaja v zdraviliščih. Nekatere osnovne principe si deli s hidroterapijo, običajno pa se obravnavata ločeno. Balneoterapija vključuje kopanje v mineralni vodi in pogosto tudi uporabo terapevtske gline.